# Atacurile din Transnistria din 2022

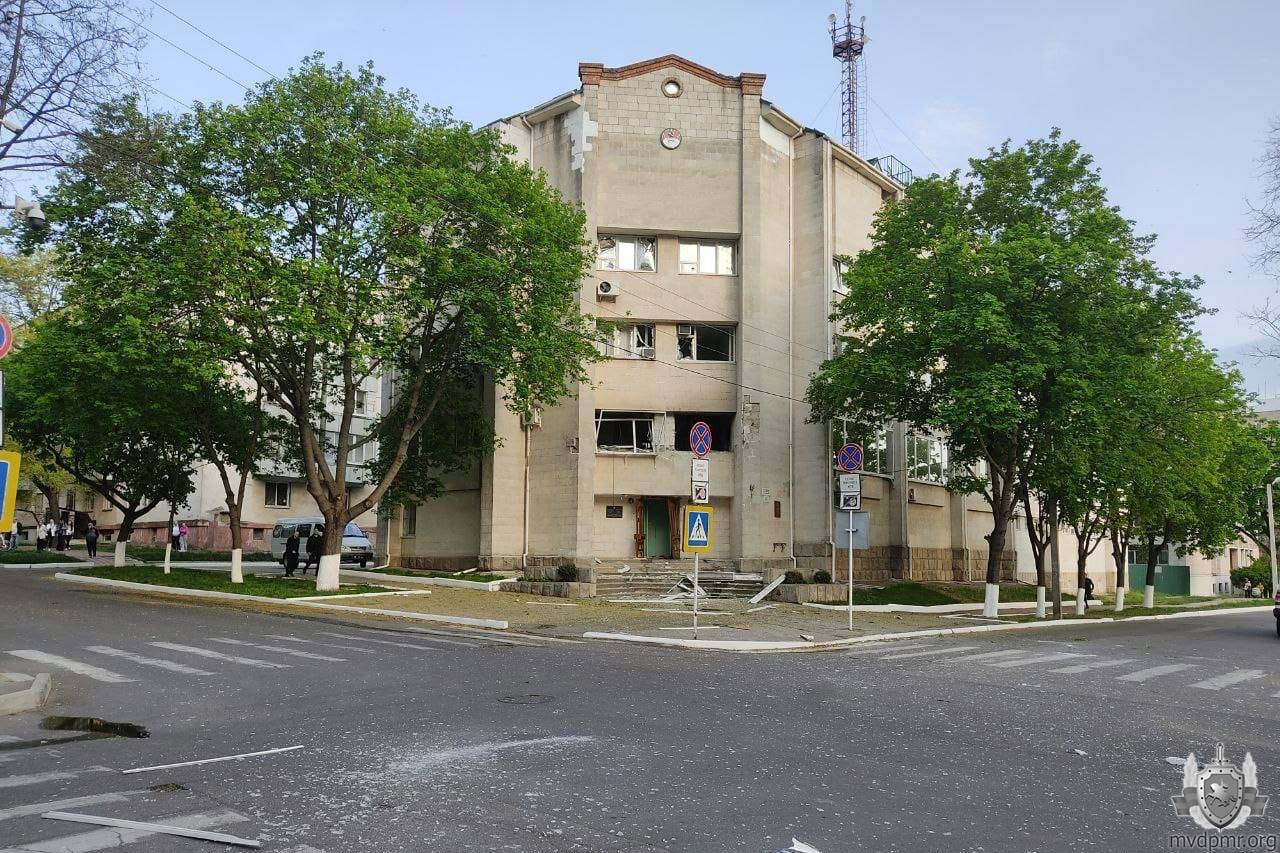
Clădirea biroului central al Ministerului Securității Statului al PMR după bombardamentul din 25 aprilie 2022

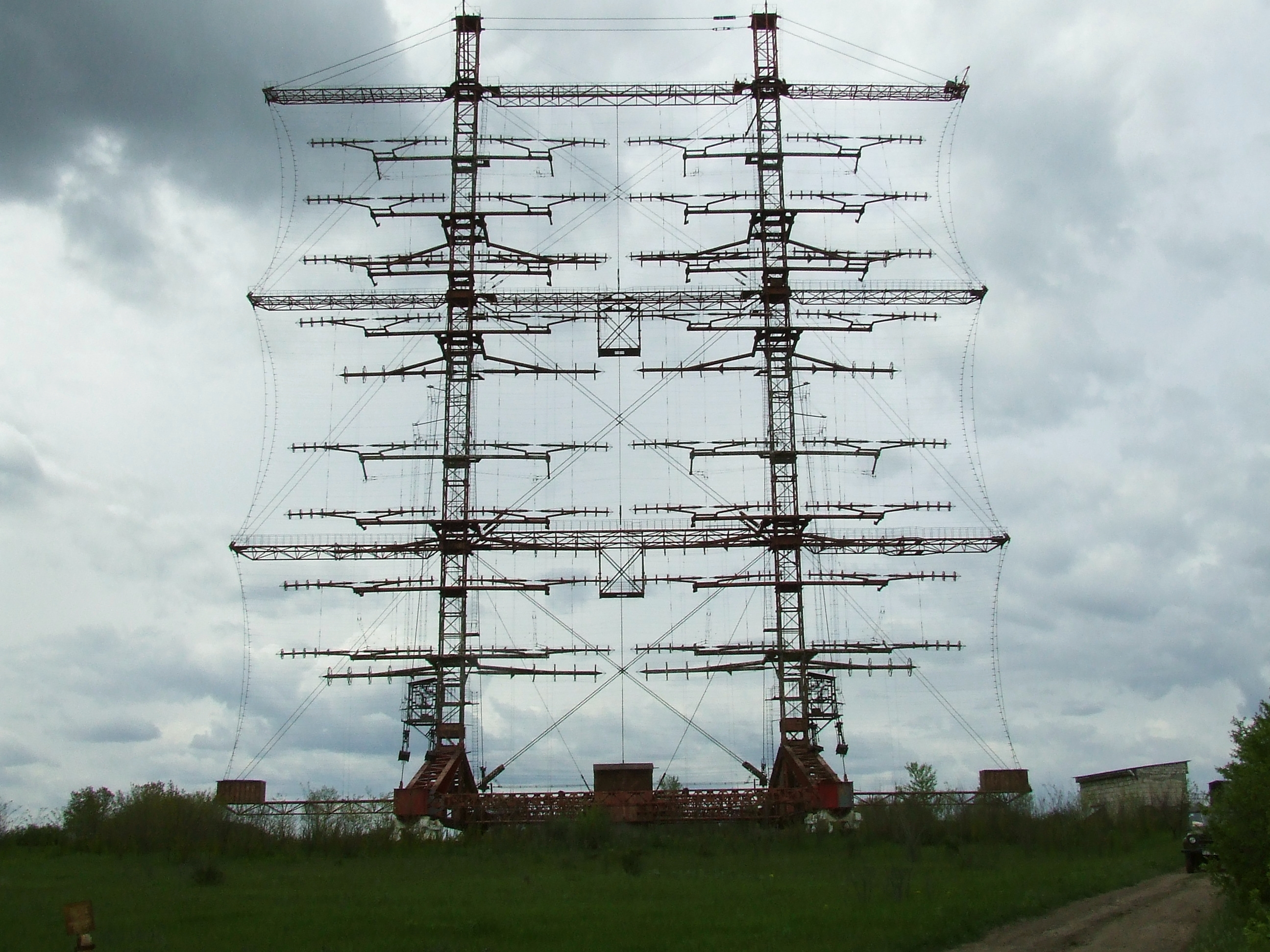
Antenele centrului de radioteleviziune din Maiac

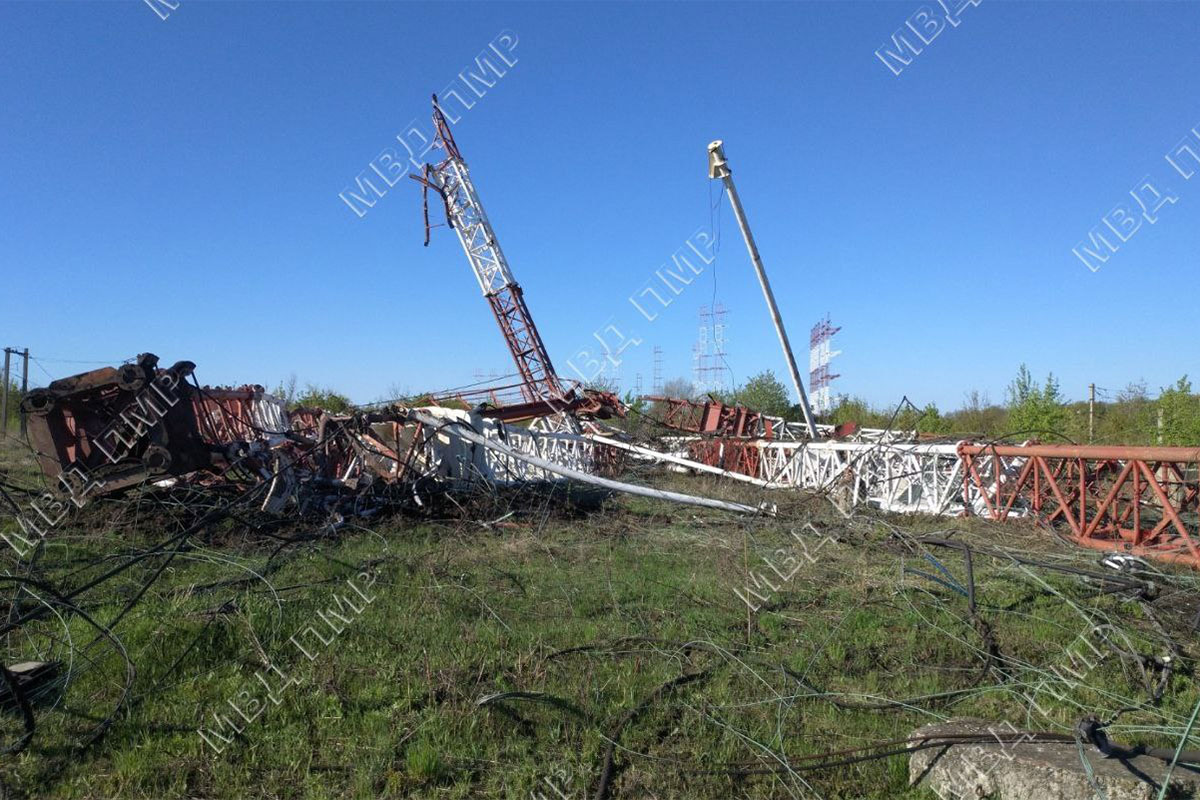
Antenele din Maiac după atac

După Invazia Rusiei în Ucraina din 2022 în Transnistria, Republica Moldova  au avut loc mai multe explozii la 25 aprilie.
O explozie a izbucnit în apropierea sediului așa-zisului Minister al Securității de Stat din Tiraspol, iar în jurul orei 7:00 două explozii au distrus antenele centrului de radio și televiziune din Maiac. La 27 aprilie, ar fi fost trase focuri de armă dinspre Ucraina în apropierea depozitului de arme din satul Cobasna.
De îndată ce a fost posibil, poliția a blocat străzile din apropierea  clădirii Ministerului Securității Statului PMR  și nu a lăsat pe nimeni să se apropie. La fața locului au venit și serviciile de urgență. Conform datelor preliminare, nu au existat răniți sau decese în urma incidentului. Potrivit datelor preliminare, se consideră că a fost folosit un lansator de grenade asupra clădirii Ministerului Securității Statului PMR.
La  6 mai la ora 09:40 în satul Voronțovo, 4 explozii au avut loc pe teritoriul unui aerodrom abandonat. Potrivit autorităților locale, se crede că cel puțin două drone au tras asupra aerodromului în timp ce survolau satul. O oră mai târziu, incidentul s-a repetat.